# Cocymo
Cocymo is een historisch merk van brom- en motorfietsen.
Dit was een Frans bedrijf dat halverwege de jaren vijftig de Cocynette bromfiets bouwde, waaruit later een 125 cc motorfiets werd ontwikkeld.